# Upothenia acutipennis
Upothenia acutipennis là một loài bướm đêm trong họ Noctuidae.